# Вила-Франка (Виана-ду-Каштелу)
Вила-Франка (порт. Vila Franca) — населённый пункт и район в Португалии, входит в округ Виана-ду-Каштелу. Является составной частью муниципалитета Виана-ду-Каштелу. По старому административному делению входил в провинцию Минью. Входит в экономико-статистический субрегион Минью-Лима, который входит в Северный регион. Население составляет 1824 человека на 2001 год. Занимает площадь 9,01 км².